# Jörg Lucke
Jörg Lucke (ur. 7 stycznia 1942 w Berlinie) – niemiecki wioślarz reprezentujący NRD, dwukrotny złoty medalista olimpijski.

## Kariera
Był zawodnikiem Sportclub Berlin-Grünau.
Wystąpił na igrzyskach olimpijskich w Meksyku w 1968, gdzie wspólnie z Heinzem-Jürgenem Bothe zdobył złoty medal w dwójkach bez sternika. W finale o 0,15 sekundy wyprzedzili osadę USA, a o 5,28 sekundy pokonali osadę Danii. Na rozgrywanych cztery lata później igrzyskach olimpijskich w Monachium startował w dwójkach ze sternikiem. Osada NRD w składzie: Wolfgang Gunkel, Jörg Lucke i Klaus-Dieter Neubert zdobyła złoty medal, o 2,32 sekundy wyprzedzając Czechosłowację i o 4,11 sekundy Rumunię. 
Podczas mistrzostw świata w Bledzie (1966) zdobył brązowy medal w ósemkach. Następnie razem z Gunkelem i Neubertem zajął drugie miejsce w dwójkach ze sternikiem na mistrzostwach świata w Lucernie (1974). Rok później startując w tej konkurencji z Gunkelem i Berndem Fritschem sięgnął po złoty medal na mistrzostwach świata w Nottingham (1975).
W dwójkach ze sternikiem zdobył również złoty medal na mistrzostwach Europy w Kopenhadze (1971) i srebrny na mistrzostwach Europy w Moskwie (1973). Ponadto zdobył srebrny medal w czwórkach ze sternikiem na mistrzostwach Europy w Klagenfurcie (1969). 
Odznaczony złotym Orderem Zasługi dla Ojczyzny. 
W latach 1961-1975 zdobył łącznie 10 tytułów mistrza NRD. Po zakończeniu kariery pracował jako fotograf i mechanik.